# Miranda Rae Mayo
Miranda Rae Mayo (Fresno, 14 agosto 1990) è un'attrice e modella statunitense, nota soprattutto per il ruolo di Stella Kidd in Chicago Fire.

## Biografia
Ha iniziato la sua carriera di attrice apparendo nelle produzioni teatrali locali e liceali. Si è trasferita a Los Angeles e ha iniziato una carriera da modella prima di fare il suo debutto televisivo. Nel 2011 ha recitato in un episodio della serie poliziesca di breve durata della NBC Law & Order: LA.
Nel 2013 ha avuto un ruolo ricorrente nella serie comica di BET The Game. L'anno successivo è entrata a far parte del cast della soap opera Il tempo della nostra vita nel ruolo di Zoe Browning. All'inizio del 2015 ha avuto il ruolo ricorrente di Talia Sandoval durante la quinta stagione della serie drammatica per adolescenti di Freeform Pretty Little Liars.
Nel 2015 è apparsa nella seconda stagione della serie poliziesca antologica della HBO True Detective e partecipa alla serie drammatica di Showtime The Affair nel ruolo del nuovo interesse amoroso del personaggio di Joshua Jackson. Nello stesso anno entra a far parte della soap opera della ABC Blood & Oil nel ruolo di Lacey Briggs, figlia del magnate del petrolio Hap Briggs (Don Johnson).
Nel 2016 è entrata a far parte del cast di Chicago Fire interpretando Stella Kidd, una nuova vigile del fuoco.

## Filmografia

### Cinema
- Inside, regia di D.J. Caruso (2011)
- We Are Your Friends, regia di Max Joseph (2015)

### Televisione
- Law & Order: LA – serie TV, episodio 1x20 (2011)
- Super Ninja – serie TV, episodio 1x12 (2011)
- Il tempo della nostra vita (Days of Our Lives) – soap opera, 16 episodi (2013-2015)
- Pretty Little Liars – serie TV, 7 episodi (2015)
- True Detective – serie TV, episodi 2x06-2x07 (2015)
- Chicago Fire – serie TV, 96 episodi (2016-in corso)
- Chicago Med – serie TV, episodio 4x02 (2018)
- Chicago P.D. – serie TV, episodio 7x04 (2019)